# Associazione per la Difesa e l'Orientamento dei Consumatori
L'Associazione per la difesa e l'orientamento dei consumatori, in acronimo ADOC, è una associazione dei consumatori.
È stata fondata il 13 aprile 1988 da un gruppo di dirigenti e lavoratori della Unione Italiana del Lavoro (UIL). Tra i fondatori dell'associazione, Bruno Bugli che è stato il primo presidente nazionale e Lino Saccà.

## Iniziative sociali
Dal 2003 l'ADOC è impegnata in progetti di solidarietà sociale per il servizio civile.
Nel dicembre del 2005 ha realizzato i notiziari su web ADOC-TV.
Ha promosso iniziative, anche assieme ad Anas e ad Aspi, per la sicurezza stradale e contro l'uso di alcol e droghe per chi guida.
Ha realizzato tra il 2003 e il 2008 campagne educative ragazzi delle elementari e delle medie sul consumo responsabile e sul riciclo dei rifiuti.
Ha organizzato campagne contro le discriminazioni razziali e per l'inserimento degli immigrati.
Il 20 dicembre 2012 è stato pubblicato dalla Fondazione Bruno Buozzi (e nella versione on line dalla casa editrice Pensieri & Parole) il libro di Carlo Pileri Quando volano i fenicotteri sulla storia dell'ADOC e del movimento dei consuamtori italiani.
L'Adoc ha realizzato campagne e progetti sulla tutela degli anziani.

## Presidenti
Presidenti dell'ADOC sono stati:
- Bruno Bugli
- Gianni Salvarani
- Carlo Pileri eletto il 9 marzo 2000, riconfermato come presidente nazionale dell'Associazione nei congressi del 2003 (IV Congresso), del 2007 (V Congresso) e del 2011. Si è dimesso da presidente nazionale il 25 aprile 2012
- Lamberto Santini, eletto il 10 aprile 2013

Attualmente ricopre la carica di Presidente Roberto Tascini, già segretario nazionale dell'Associazione.
L'ADOC è tra i fondatori di Consumers' Forum, costituito nel 1999 da associazioni di impresa (Telecom Italia, TIM, Trenitalia, BancaIntesa, Poste Italiane, Centromarca, Vodafone, H3G, ecc.) e associazioni di consumatori.  ADOC fa inoltre parte del Consiglio nazionale dei consumatori e degli utenti fin dal 1998.
Il 7 giugno 2007 ADOC ha fondato, con altre 17 associazioni di volontariato e promozione sociale, il "Forum nazionale per il servizio civile", del quale è stato eletto vice presidente Carlo Pileri.
Con D.M. del 19 gennaio 2007 l'ADOC è stata riconosciuta associazione di promozione civile